# Louise de Broglie, Contesse d'Haussonville (Ingres)
Louise de Broglie, Contesse d'Haussonville (Nederlands: Louise de Broglie, Gravin d'Haussonville) is een schilderij van de Franse kunstschilder Jean Auguste Dominique Ingres, geschilderd in 1845, olieverf op linnen, 131,8 x 92,1 centimeter groot. Het toont de liberale schrijfster en salonhoudster Louise de Broglie, die gehuwd was met de diplomaat Joseph d’Haussonville. Het schilderij bevindt zich sinds 1927 in de Frick Collection te New York.

## Louise de Broglie
Louise de Broglie (1818-1882) werd geboren in een vooraanstaande Frans-Zwitserse familie. Ze was de dochter van de diplomaat prins Victor de Broglie, zus van historicus Albert de Broglie, kleindochter van schrijfster Madame de Staël en achterkleindochter van de Franse minister Jacques Necker en diens vrouw Suzanne Curchod. In 1836 huwde ze de staatsman graaf Joseph d’Haussonville (1809-1884), waarna ze als gravin d’Haussonville door het leven ging.
Louise d’Haussonville kreeg een klassieke opleiding en studeerde geschiedenis. Samen met haar man ging ze wonen in Parijs, waar ze verkeerde in de hoogste kringen en ook zelf een bekend salonhoudster was. Ze stond te boek als karaktervol, liberaal denkend en onafhankelijk, hetgeen voor een vrouw in die tijd als bijzonder gold. Ze schreef diverse boeken, waaronder twee levensbeschrijvingen van Lord Byron (over zijn jeugd en over zijn laatste jaren) en een biografie van de Ierse patriot Robert Emmet.
Louise d’Haussonville ontmoette Ingres kort na haar huwelijk, toen ze samen met haar man Rome bezocht. Ingres, die daar directeur van de Académie de France à Rome was, raakte erg onder de indruk van haar schoonheid, intelligentie en sterke karakter, en toen hij in 1842 terugkeerde naar Parijs zocht hij haar direct op met de vraag om haar te mogen portretteren. Op het moment dat de poseersessies begonnen was ze zwanger van haar derde en laatste kind Paul-Gabriel, die later lid zou worden van de Académie française. Het duurde bijna twee jaar alvorens Ingres het schilderij voltooide, waarbij hij veel studies maakte en diverse eerdere pogingen verwierp.

## Afbeelding
Ingres portret Louise de Broglie, Contesse d'Haussonville is geschilderd in de hem typerende neoclassicistische stijl. Zijn kracht lag in de vlakke lineaire stijl waarmee hij de persoonlijkheid van zijn model zo goed mogelijk probeerde te raken en haar zo mooi mogelijk afbeeldde. Zelfs de meest onaantrekkelijke opdrachtgevers wist hij een behoorlijk voorkomen te geven, zonder ze onherkenbaar te maken en afbreuk te doen aan hun karaktertrekken.
Gravin d'Haussonville wordt door Ingres afgebeeld als een intelligente, ingetogen maar beeldschone verschijning, in de intieme omgeving van het boudoir van haar huis. De weelderige plooien van haar jurk en de glans van de kleuren, geaccentueerd door het haarlint, stralen iets burgerlijks uit, maar tonen tegelijkertijd Ingres' meesterlijke schildertechniek. In hoeverre er in dit geval sprake is van een 'transformatie' is niet goed vast te stellen. Van gravin d'Haussonville zijn uit deze periode geen foto's of andere portretten bekend. Opvallend zijn wel een aantal 'vervormingen' in het schilderij, zoals Ingres dat wel vaker deed: de armen van het model zijn duidelijk te fors in vergelijking met het hoofd, haar rechterarm heeft een onnatuurlijke, bijna onmogelijke houding. Het ovale gezicht lijkt enigszins gemodelleerd naar Rafaëliaans voorbeeld. Ogenschijnlijk schilderde Ingres altijd uitermate realistisch, maar hij schroomde niet om ook aanpassingen door te voeren omwille van de harmonie van de compositie en de schoonheid van het resultaat.
Het portret van gravin d'Haussonville ontleent aan Ingres' idealisering een bijna iconische waarde. Zijn opdrachtgevers stoorden zich blijkbaar nauwelijks aan zijn vervormingen en ook het hier besproken portret zou nog decennialang in het bezit van de familie d'Haussonville blijven. Volgens Ingres zelf werd hij na oplevering overladen door enthousiaste reacties door familie en vrienden.

## Studies

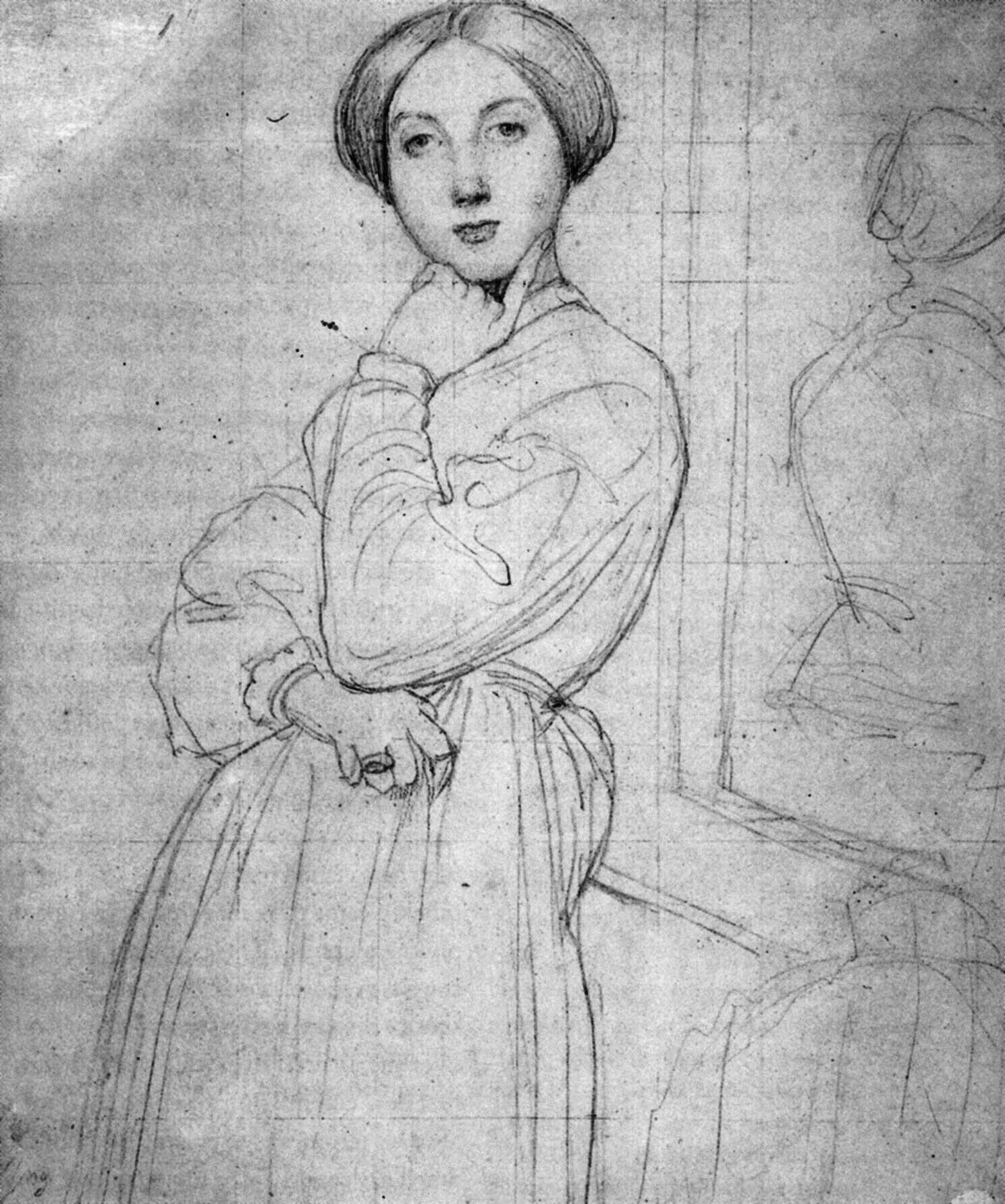
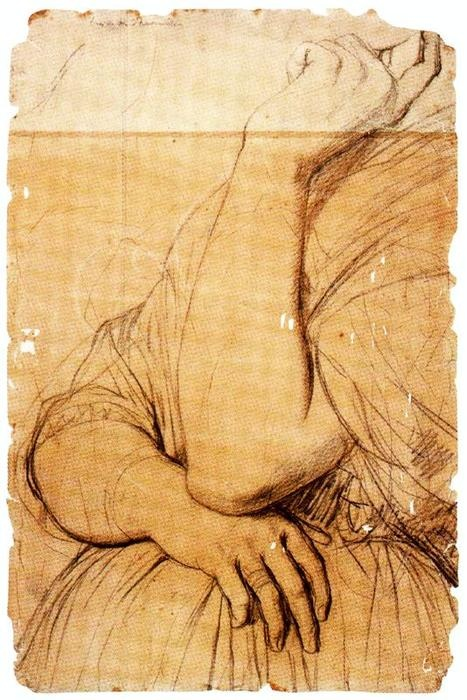
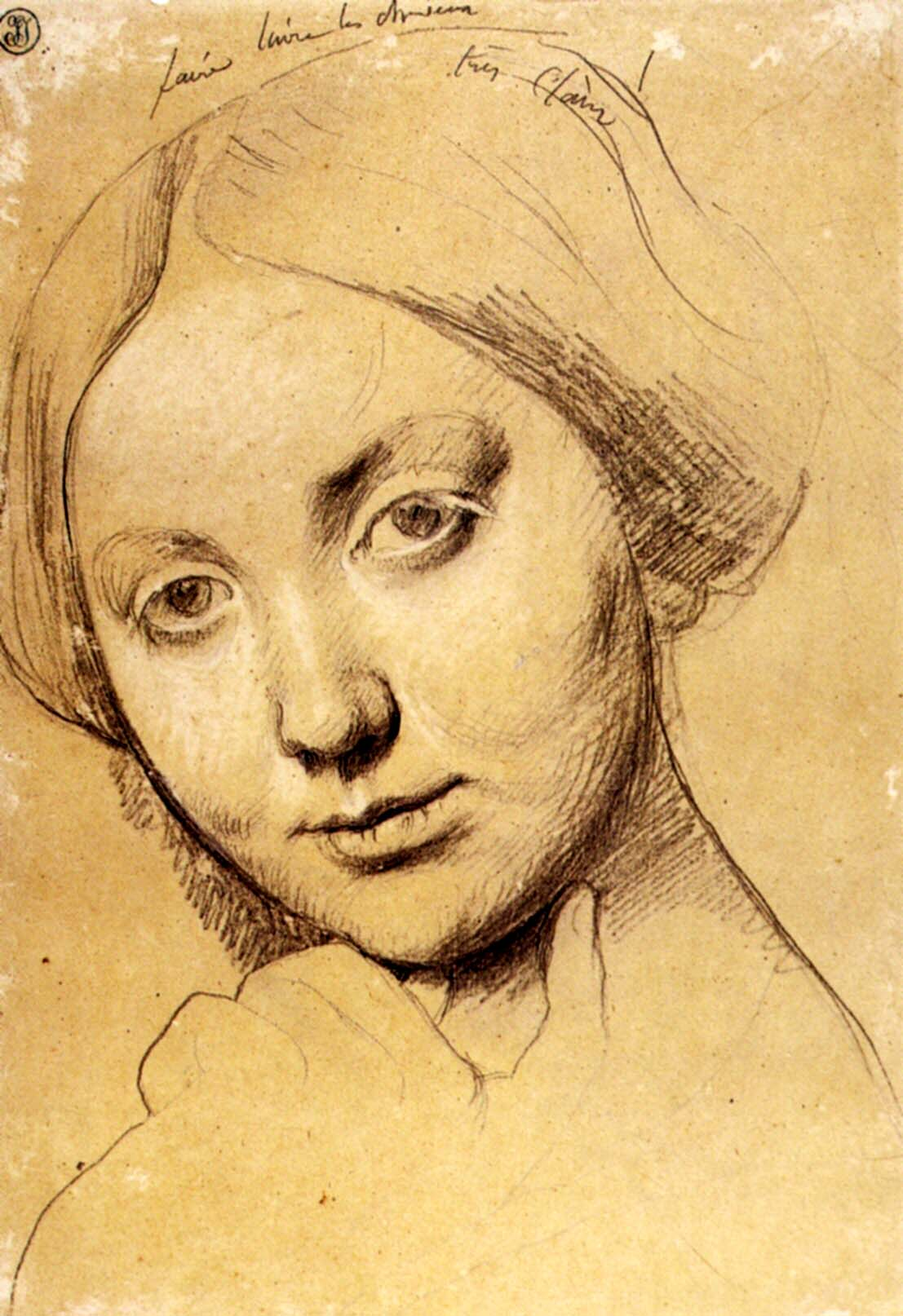